# Iglesia de San Juan Bautista (La Palma del Condado)
La iglesia de San Juan Bautista de La Palma del Condado (Provincia de Huelva, España) se construye a consecuencia de la ruina producida en la primitiva iglesia como consecuencia del terremoto de Lisboa de 1755, que afectó especialmente al área onubense, donde la mayoría de las iglesias parroquiales quedaron seriamente dañadas, y especialmente sus torres, que se derrumbaron todas casi sin excepción. Mientras se construía el templo actual, las funciones parroquiales fueron asumidas por la Ermita del Valle.
La iglesia se comienza bajo las órdenes del arquitecto Pedro de San Martín, quien utiliza sus propias trazas para ello; sin embargo, en el año 1759 Pedro de Silva asume la dirección de las obras cuando se encuentran ciertamente avanzadas, ya que habían llegado a altura de las cornisas. Le corresponde, por tanto a este arquitecto la tarea de cerrar las bóvedas, edificar la torre y trazar la portada, ocupándose de estos trabajos hasta 1776, año en que se termina este bello templo.

## Descripción
La solución tradicionalista que muestra su interior de tres naves con cúpula sobre crucero, contrasta con la dinámica presencia de sus exteriores, especialmente en la fachada principal, revestida de blanco y perfilada por líneas ondulantes de ritmo ascensorial. 

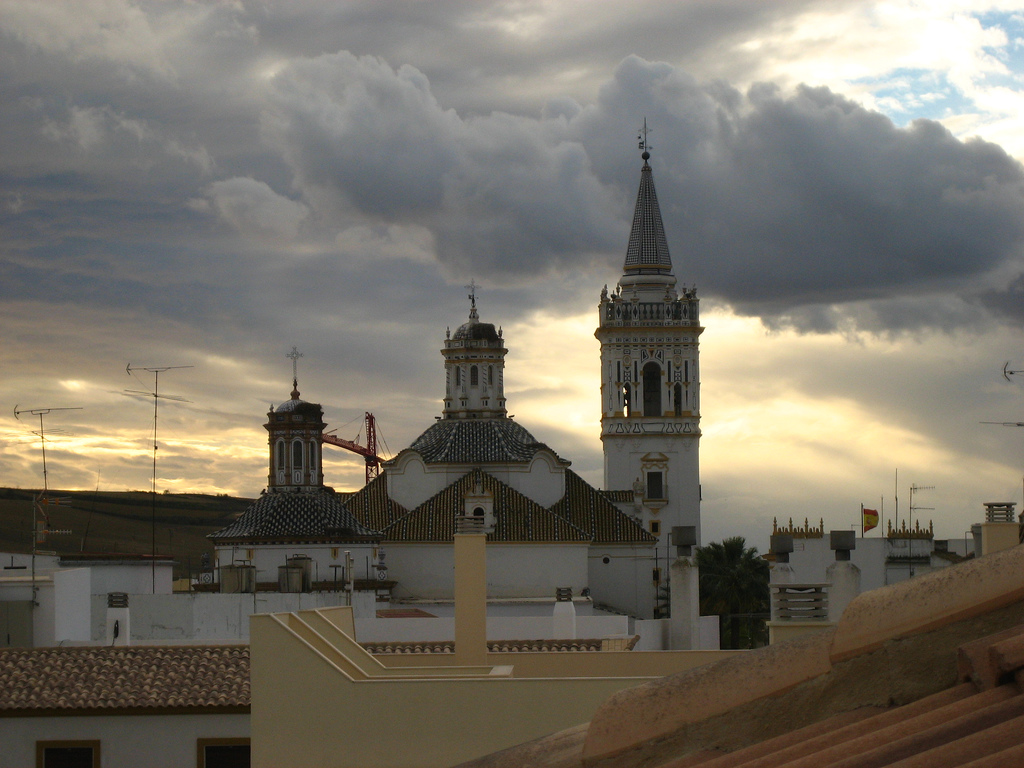
Vista de la iglesia de San Juan Bautista de La Palma del Condado

Especial mención merece la portada, realizada en perfecto aparejo de ladrillo y levantada con dos cuerpos de altura. En el primero, y enmarcado por columnas dóricas pareadas, dispone su vano central con arco de medio punto, mientras que en las calles laterales aparecen hornacinas con imágenes. El segundo cuerpo, más reducido, alberga una hornacina donde figura una imagen de la Inmaculada. Un acusado balcón mixtilíneo y ondulado enfatiza esta parte superior de la portada, que finalmente se remata con un frontón curvo flanqueado por pequeños pináculos.
La torre, en su lado izquierdo, es probablemente la más airosa de cuantas se levantaron en esta época en toda el área onubense. Su alto fuste, abierto sólo en pequeñas ventanas, se remata con un elegante cuerpo de campanas con tres huecos en cada una de sus caras. Un atractivo añadido, presenta la clásica aplicación de azulejos bicromados en azul y blanco que, siguiendo claros esquemas geométricos revisten este campanario, la balaustrada que la corona, y el atrevido y afilado chapitel, que intensifica el espíritu de ligereza que posee esta torre.
Bien de Interés Cultural, esta iglesia está catalogada como Monumento, según aparece publicado en el BOJA desde el año 2003.